# Paso de Corupo
Paso de Corupo är en ort i Mexiko.   Den ligger i kommunen San Lucas och delstaten Michoacán de Ocampo, i den södra delen av landet, 210 km sydväst om huvudstaden Mexico City. Paso de Corupo ligger 243 meter över havet och antalet invånare är 212.
Terrängen runt Paso de Corupo är kuperad österut, men västerut är den platt. Runt Paso de Corupo är det ganska glesbefolkat, med 30 invånare per kvadratkilometer. Närmaste större samhälle är Huetamo de Núñez, 15,9 km nordväst om Paso de Corupo. I omgivningarna runt Paso de Corupo växer huvudsakligen savannskog.